# Запис Јевтића крушка (Течић)
Запис Јевтића крушка (Течић) се налази на парцели чији је власник Јевтић Миодраг и Милан.

## Локација
| Општина             | Рековац                                                          |
| Катастарска општина | Течић                                                            |
| Потес               | Село                                                             |
| Координате          | 43° 50′ 01″ С; 21° 07′ 35″ И / 43.8337° С; 21.126300000000001° И |
| Надморска висина    | 209m                                                             |

## Карактеристике
Дендрометријске вредности утврђене на терену и сателитским снимцима:
| Стабло                     | Крушка |
| Висина стабла              | m      |
| Обим дебла                 | m      |
| Пречник крошње             | 4m     |
| Пречник дебла              | m      |
| Висина дебла до прве гране | m      |

## База записа
Запис је у оквиру Викимедија пројекта "Запис - Свето дрво" заведен под редним бројем 1243.